# Kæledæggen (film fra 1918)
Kæledæggen er en amerikansk stumfilm fra 1918 af William Desmond Taylor.

## Medvirkende
- Mary Pickford som Jean Mackaye
- Casson Ferguson som Ted Burton
- Spottiswoode Aitken som Rufus Bonner
- Herbert Standing
- Fanny Midgley som Mrs. Bonner